# Kirche Neuenhaus (Aichtal)

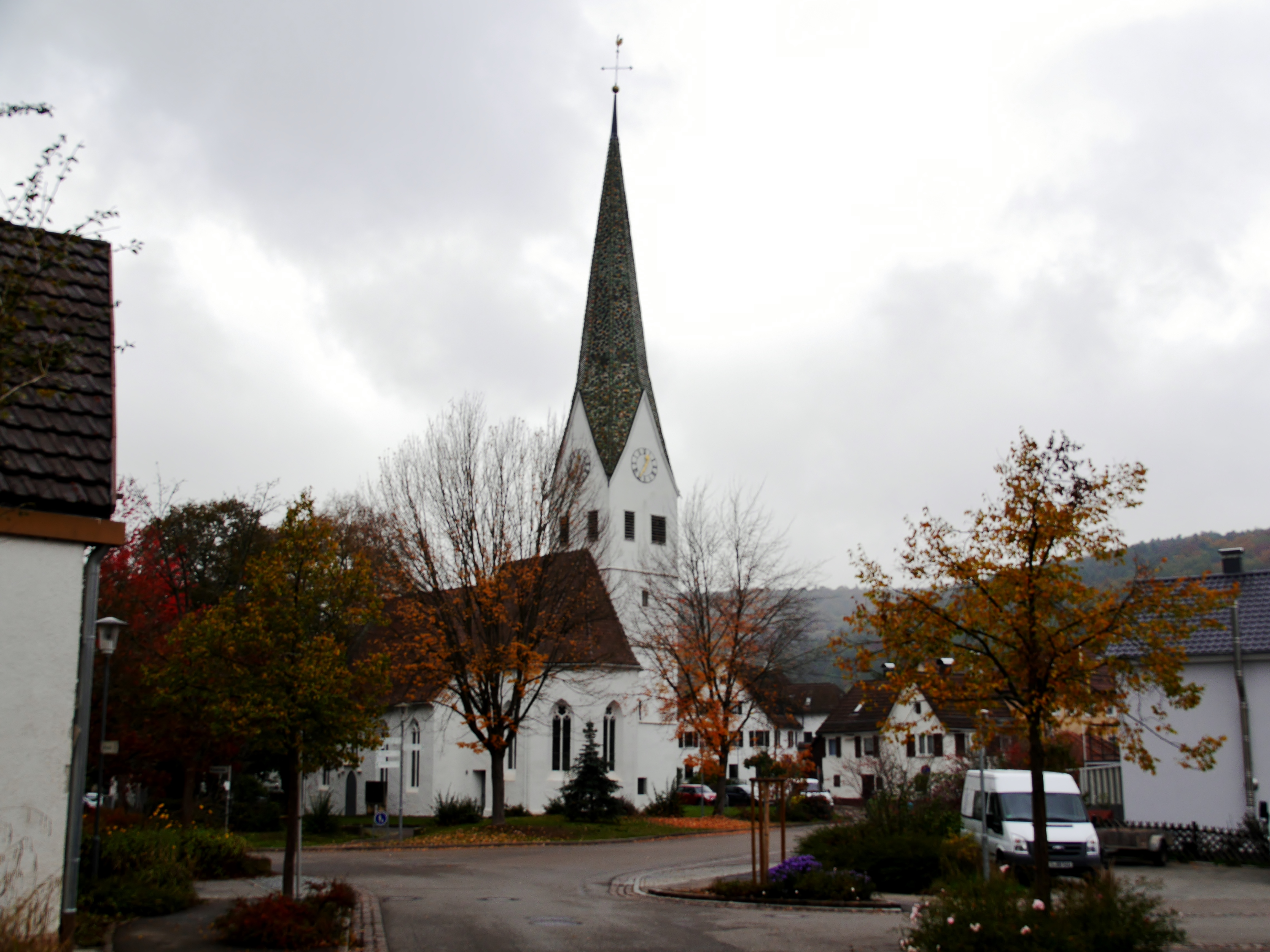
Evangelische Kirche Neuenhaus

Die evangelische Kirche Zu unserer lieben Frau steht in Neuenhaus, einem Teilort der Stadt Aichtal im Landkreis Esslingen in Baden-Württemberg. Die Kirchengemeinde gehört zum Kirchenbezirk Nürtingen der Evangelischen Landeskirche in Württemberg. 

## Beschreibung
Die erste urkundliche Erwähnung einer Kirche stammt aus dem Jahr 1343, eine Frau aus Pliezhausen vermachte damals der Kirchenpflege Neuenhaus eine „Ewig-Licht-Spende“. Im späten 15. Jahrhundert führte das Kloster Bebenhausen, das damals das Patronatsrecht hatte, an der kleinen Kapelle umfangreiche Baumaßnahmen durch, die der Kirche das heutige Gesicht verliehen. Man geht davon aus, dass die Jahreszahl 1480 auf dem Schlussstein im Chor der Kirche das Baujahr angibt. Bei der letzten Renovierung 2015 wurde allerdings festgestellt, dass im Dachstuhl des Kirchenschiffes Holz verbaut ist, das im Winter 1341/1342 geschlagen wurde. Ob hier Holz aus einem früheren Bau verwendet wurde, kann nicht ausgeschlossen werden. Nahezu zeitgleich zur Reformation 1534, die der Landesherr Herzog Ulrich in seinem Herzogtum Württemberg einführte, wird auch die Schutzpatronin „Unsere Liebe Frau“ 1533 erstmals genannt.
Im Lauf der Jahrhunderte gab es bauliche Veränderungen, wie die interessante Farbgebung aus dem 16. Jahrhundert oder eine 1861 an der Südseite angebaute Sakristei, die 1961 wieder entfernt wurde. Erhalten blieb der Chor mit Netzrippengewölbe. 1973 erfolgte eine Entkernung der Kirche und 2000 die komplette Außenrenovierung. Die heutigen Bemalungen der Kirche wurden 1960/62 freigelegt und entstammen den Verschönerungsmaßnahmen des 16. Jahrhunderts. Die Glasfenster stammen aus den 1960er Jahren und zeigen Szenen aus der Passionsgeschichte und das Pfingstereignis.
Eine Besonderheit ist der auf der Nordseite der Kirche stehende Turm, der um 25 Zentimeter nach Nord-Ost geneigt ist. Angenommen wird, dass der Turm sich schon in der Bauphase geneigt haben muss, nachdem das Fachwerk des Daches dann wieder korrekt im Lot gezimmert wurde.